# Verein Deutscher Studenten zu Bonn

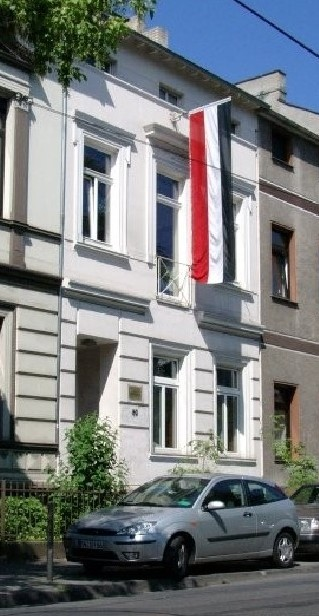
Haus des VDSt zu Bonn

Der Verein Deutscher Studenten (VDSt) zu Bonn ist eine farbenführende, nichtschlagende Studentenverbindung, welche Mitglied des Verbandes der Vereine Deutscher Studenten (VVDSt) ist. Sie wurde am 20. Juni 1882 an der Rheinischen Friedrich-Wilhelms-Universität in Bonn gegründet.

## Wappen und Wahlspruch
Im VDSt zu Bonn werden verschiedene Symboliken genutzt, die unterteilt werden können in Symboliken, die nur vom VDSt zu Bonn getragen werden, wie dem eigenen Zirkel und dem eigenen Wappen, sowie in Symboliken, die im gesamten Verband üblich sind.
Das Wappen des VDSt zu Bonn besteht aus einem gevierten Schild. Das erste Feld ist schräglinks gespalten von schwarz, silber und rot; das zweite Feld zeigt einen schwarzen, rot bewehrten Adler auf silber (für Preußen); das dritte Feld zeigt im silbernen Schildhaupt ein schwarzes geständertes Kreuz, darunter in blau einen roten schreitenden Löwen (für Bonn); das vierte Feld zeigt zwei schwarze gekreuzte Schläger mit schwarz-silbern-roten Schlagkörben im roten Feld. Auf dem Bügelhelm von schwarz-silbern und rot-silber gespaltenen Helmdecken eine Krone, aus der ein rotgewandeter Herold wächst, der das Bild aus Feld 2 auf seiner Brust trägt. In der rechten Hand hält er eine schwarz-silbern-rote Fahne, in seiner linken Hand ein Pergament, auf welchem das Datum 20.06.82 zu finden ist.
Ihr Wahlspruch lautet: Mit Gott für Volk und Vaterland!

## Geschichte

### Gründungszeit
Der VDSt Bonn gründete sich am 20. Juni 1882 im Restaurant „Zur Eintracht“ in Bonn. Im selben Jahr wurde er in den Kyffhäuserverband bei dessen zweiter Verbandstagung in Berlin aufgenommen. Bereits zu Beginn weckte die "überörtliche Organisation des VDSt" "uralte obrigkeitliche Besorgnisse."
Im Jahr 1883 suspendierte sich der Bund bereits wieder, um 1886 neu gegründet zu werden. Nach dem Erwerb des ersten eigenen Hauses 1896 in der Quantiusstraße 18 engagierten sich Bonner VDSter verstärkt in den Kommissionen der Bonner Studentenschaft. 1904 wurde der Altherrenbund in das Vereinsregister eingetragen. In den Folgejahren übernahm der VDSt Bonn regelmäßig Verantwortung unter den Kommilitonen. So hatte er 1909 sowie 1913 den Vorsitz in der Versammlung der Bonner Studentenschaft inne und bildete 1911/12 den Vorort des Kyffhäuserverbandes.

### Zeit der Weltkriege
Während des Ersten Weltkrieges wurde das Bundesleben aufrechterhalten. Obwohl die VDSter eine breite Zustimmung zur DVP hatten, "sprachen sich die 'ortsabwesenden' Mitglieder des VDSt Bonn am 16. Februar 1918 gegen einen korporativen Beitritt aus." Dennoch machten sie deutlich, dass sie mit den allgemeinen Zielen der DVP übereinstimmen würden, aber wollten vermutlich am Trennungsgebot des Kyffhäuser-Verbandes von politischen Parteien halten.
36 Bonner VDSter fielen im Krieg. Nach dem Einmarsch der Besatzungstruppen suspendierte sich der Bund und wurde 1919 wiedergegründet. Starker Mitgliederzuwachs ermöglichte es, dass der VDSt Bonn den VDSt Aachen sowie gemeinsam mit dem VDSt Marburg den VDSt Köln gründen konnte. Im Zuge der Umsetzung des Versailler Vertrages wurde der VDSt Bonn durch die alliierte Besatzungsbehörde verboten. Bis 1926 die Besatzer abzogen, agierte der VDSt im Geheimen weiter. 1929 erwarb man an der Reuterstraße ein neues Haus, in dem das Bundesleben aufblühte.
Mit der NS-Zeit wandelte sich das Korporationsleben. Das VDSt-Haus wurde zu einem Kameradschaftsheim. Der Paukbetrieb wurde 1936 eingestellt. 1937 wurde der VDSt zusammen mit der SV Makaria Bonn und der SV Rheno-Skaldia Köln in die NS-Studentenschaft eingegliedert und in „Kameradschaft Moltke“ umbenannt. Infolge des Krieges war ein traditionelles Aktivenleben kaum noch möglich.

### Nachkriegszeit
1950 wurde der VDSt Bonn wiederbegründet. Auf der 70. Verbandstagung in Bonn im Februar 1951 wurde die Wiedergründung des Verbandes angestrebt. Als Ergebnis erfolgte der Zusammenschluss mit sieben weiteren Bünden zum VVDSt. 1952 stellte der Bonner Bund den Vorort des neuen Verbandes. Das Bundesleben entwickelte sich positiv. Durch den Sitz der Bundesregierung in Bonn konnten regelmäßig qualifizierte Redner für Vortragsveranstaltungen gewonnen werden. Man beschäftigte sich besonders mit den Fragen der deutschen Wiedervereinigung und der Einheit Europas. Der Weg zu einem neuen Verbindungshaus verlief über mehrere Anläufe. Nachdem zunächst mehrere Räume in der Bismarckstraße gemietet waren, wurde 1959 eine Etage am Beethovenplatz 13 bezogen. 1963 erwarb der VDSt das Haus im Bonner Talweg 80, in dem er noch heute ansässig ist.

### Seit 1975
Am 14. Juni 1975 suspendierte sich der Bonner VDSt erneut, allerdings nur für ein Jahr. 1985 erklärte der VDSt Bonn seinen Austritt aus dem VVDSt, da sich einige Mitgliedsbünde weder genug von links- noch von rechtsextremistischem Gedankengut distanzierten. Nachdem auf der Verbandstagung 1987 die vom VDSt Bonn initiierte „Leobener Erklärung“ angenommen worden war, trat der Bund wieder in den Verband ein und richtete im Folgejahr die Chargentagung aus.
1992/93 nahm der Bund an der Aktion „Bonner Studenten gegen Ausländerfeindlichkeit“ teil. Nach der Wiedervereinigung und dem Umzug der Bundesregierung nach Berlin verlagerte sich der Schwerpunkt der Vorträge auf internationale Themen und die Frage nach dem Zusammenwachsen Europas. Heute bietet der VDSt Bonn durch die Vielfalt der Studiengänge seiner Mitglieder ein breit gefächertes Vortragswesen an. Man beschäftigt sich mit aktuellen politischen und wissenschaftlichen Themen.

## Bekannte Mitglieder des VDSt zu Bonn
In alphabetischer Reihenfolge
- Rolf Breusing (1910–2004), Landrat des Kreises Stormarn
- Hermann Ehlers (1904–1954), Politiker
- Wolfgang Finkelnburg (1905–1967), Experimentalphysiker
- Wilhelm Goeters (1878–1953), Kirchenhistoriker
- Walter Großmann (1897–1980), Geodät
- Ernst Meumann (1862–1915), Psychologe
- Reinhard Mumm (1873–1932), Politiker
- Karl Ernst Osthaus (1874–1921), Kunstmäzen
- Herman von Petersdorff (1864–1929), Historiker und Archivar
- Wilhelm Rees (1888–1969), Heimatforscher und Schriftsteller
- Michael Sagurna (1955-), Politiker
- Bernd Stelter (1961-), Karnevalist und Komiker, Fernsehmoderator (ausgetreten)
- Gustav Wilhelm Störring (1860–1946), Psychologe
- Rudolf Thietz (1885–1966), Politiker
- Hans-Josef Vogel (1956-), Politiker, Regierungspräsident Arnsberg
- Karl Weimann (1873–1960), Historiker
- Wolfgang Wimmers (1913–1994), Diplomat